# Portada/efemèride agost 22
Xantal Llavina
« 21 d'agost · 22 d'agost · 23 d'agost »